# Großpürschütz

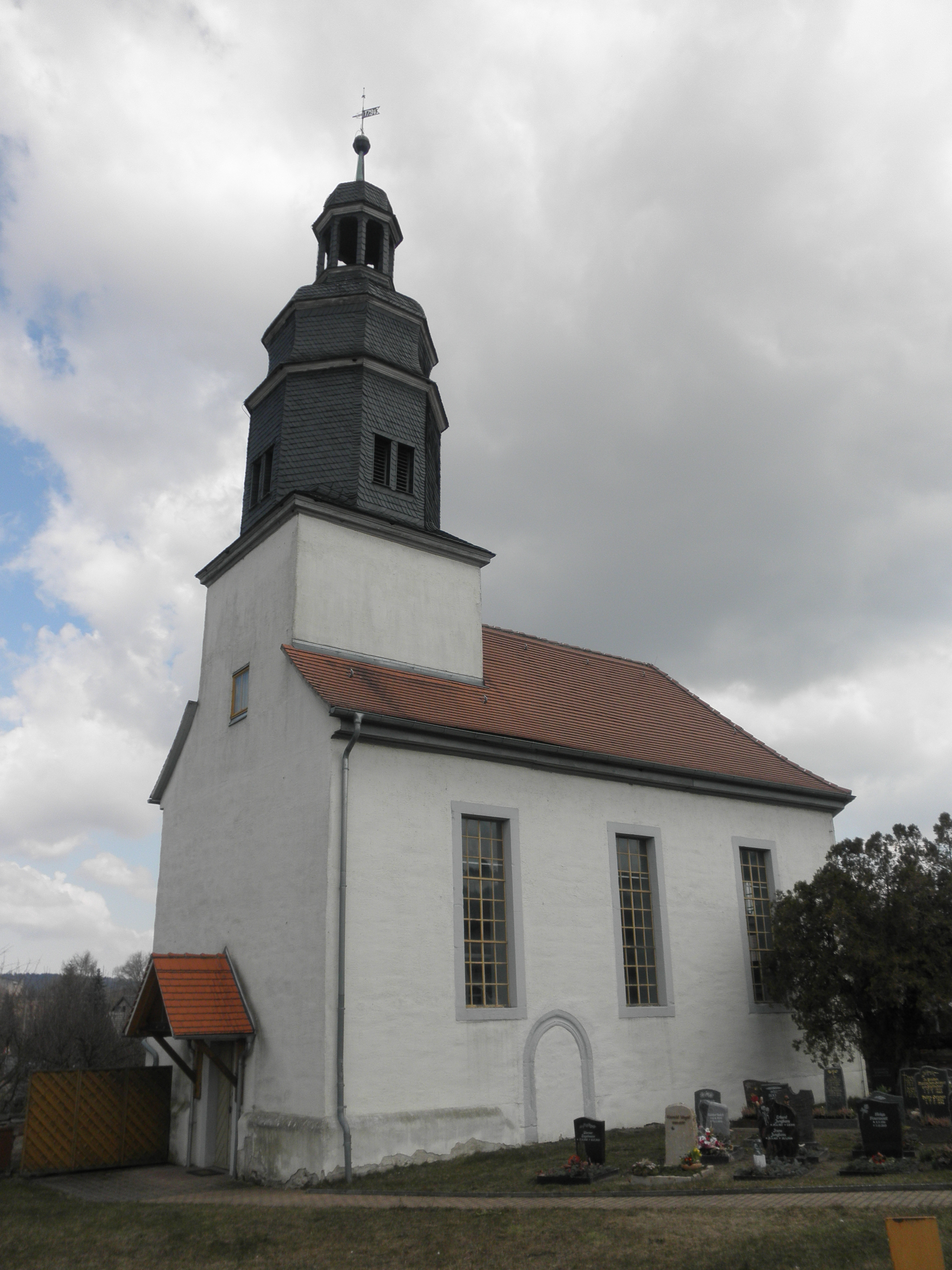
Kirche in Großpürschütz

Großpürschütz ist eine Gemeinde im Süden des Saale-Holzland-Kreises in Thüringen und Teil der Verwaltungsgemeinschaft Südliches Saaletal.

## Geografie
Das Rundlingsdorf Großpürschütz im Osten Thüringens liegt ca. 15 km südlich von Jena. Das Gemeindegebiet ist Teil des Landschaftsschutzgebietes „Mittleres Saaletal“ und gehört zum Saale-Holzland-Kreis. Zu Großpürschütz gehört der Ort Kleinpürschütz.

## Geschichte
Es kann anhand von Hinweisen vermutet werden, dass die slawische Ansiedlung im Zeitraum von 900–1100 stattfand.
Das slawische Rundlingsdorf ist erstmals für 1411 schriftlich belegt. Bereits um 1100 entstand außerhalb des Dorfes eine Kirche.
1848 wurde mit dem Brücken-Bau begonnen und 1849 erfolgte die Einweihung. Kurz vor Ende des Zweiten Weltkrieges wurde die Brücke gesprengt, um die heranrückenden Amerikaner aufzuhalten. 1946 konnte die Brücke, nach notdürftiger Instandsetzung, wieder benutzt werden. 1969 und 1974 wurde die Brücke erneuert.
Im Jahre 1993 fiel die Entscheidung für einen neuen Brückenbau. Ende September wurde somit die letzte Saale-Brücke mit Holzbelag abgerissen.
1987–1989 wurde in Kleinpürschütz ohne Mitwirken offizieller Stelle ein Dorfgemeinschaftshaus „Die Bauernstube“ errichtet.
Nach der Wende vergrößerte sich Großpürschütz und der Ortsteil Kleinpürschütz um je ein Wohngebiet mit Einfamilienhäusern.
Ende Oktober 1993 haben sich aus dem thüringischen Saale-Holzland-Kreis zwanzig Gemeinden, darunter auch Großpürschütz, zu der Verwaltungsgemeinschaft „Südliches Saaletal“ zusammengeschlossen.

## Wappen
Blasonierung: „Gespalten von Gold und Rot; vorn ein roter Krebs zum Schildhaupt gerichtet, hinten ein ebenso gestellter goldener Fisch.“
1672 wurde das Siegel von Großpürschütz, mit Abbildung von einem Fisch und einem Krebs, erstmals erwähnt. Im Laufe der Zeit wurden die Größe und das Aussehen des Siegels mehrfach geändert, insbesondere die Anordnung von Fisch und Krebs. Dies lässt sich auf die verschiedenen Kreiszugehörigkeiten zurückführen, z. B.:
1920 - „Land Thüringen-Kreis Jena“, nach 1945 - „Landkreis Stadtroda-Gemeinde Großpürschütz“,
1952 - „Gemeinde Großpürschütz“, 1956 - „Deutsche Demokratische Republik-Rat der Gemeinde Großpürschütz-Kreis Jena“,
1991 - „Thüringen-Gemeinde Großpürschütz“.
2000 wurde ein neues Wappen (siehe oben) erstellt, welches bis heute seine Gültigkeit besitzt.